# Georg Fein
Georg Fein (1803. június 8. – 1869. január 26.) német újságíró, politikus, író és forradalmár. Szerkesztette a Deutsche Tribüne című lapot, majd svájci száműzetésben élt.